# Pieter Coetze
Pieter Coetze (Pretoria, 13 de mayo de 2004) es un deportista sudafricano que compite en natación, especialista en el estilo espalda.
Ganó cuatro medallas en el Campeonato Mundial de Natación, en los años 2024 y 2025. Participó en dos Juegos Olímpicos de Verano, en los años 2020 y 2024, ocupando el quinto lugar París 2024, en los 100 m espalda y el séptimo en los 200 m espalda.

## Palmarés internacional
| Campeonato Mundial | Campeonato Mundial  | Campeonato Mundial | Campeonato Mundial |
| Año                | Lugar               | Medalla            | Prueba             |
| ------------------ | ------------------- | ------------------ | ------------------ |
| 2024               | Doha (Catar)        | Medalla de bronce  | 200 m espalda      |
| 2025               | Singapur (Singapur) | Medalla de oro     | 100 m espalda      |
| 2025               | Singapur (Singapur) | Medalla de plata   | 50 m espalda       |
| 2025               | Singapur (Singapur) | Medalla de plata   | 200 m espalda      |